# FA Cup 1899/1900
Dvacátý devátý ročník FA Cupu (anglického poháru), který se konal od 16. září 1899 do 21. dubna 1900. Celkem turnaj hrálo 32 klubů.
Trofej získal klub Bury FC, který ve finále porazil Southampton FC 4:0.